# Paçô
Paçô es una freguesia portuguesa del concelho de Arcos de Valdevez, con 4,36 km² de superficie y 861 habitantes (2001). Su densidad de población es de 197,5 hab/km².